# Wohlenschwil
Wohlenschwil é uma comuna da Suíça, no Cantão Argóvia, com cerca de 1.296 habitantes. Estende-se por uma área de 4,39 km², de densidade populacional de 295 hab/km². Confina com as seguintes comunas: Birmenstorf, Birrhard, Hägglingen, Mägenwil, Mellingen, Tägerig.
A língua oficial nesta comuna é o Alemão.